# オーシャン・ヴオン
オーシャン・ヴオン（Ocean Vuong (1988年10月14日 - ) は、ベトナム生まれのアメリカの作家、詩人。

## 経歴
(https://www.shinchosha.co.jp/writer/6894/)
ホーチミン市生まれ。幼少時に母や祖母とともにアメリカに移住。
ニューヨーク市立大学ブルックリン校にて、詩人で小説家のベン・ラーナーのもとで学ぶ。
詩作では早くから高く評価され、T.S.エリオット賞を受賞。「天才奨学金」と呼ばれるマッカーサー・フェローシップにも選ばれている。
詩集にBurnings（2010）、Night Sky with Exit Wounds（2016）など。小説では『地上で僕らはつかの間きらめく』がデビュー作。
2021年8月現在はマサチューセッツ大学アマースト校で創作を教えている。

## 邦訳作品
- 『地上で僕らはつかの間きらめく』木原善彦 訳、新潮社、新潮クレスト・ブックス、2021年8月

## 作品

### 長編
- On Earth We're Briefly Gorgeous (Penguin Press, 2019). OCLC 1052450975

### 短編集
- Night Sky with Exit Wounds (Copper Canyon Press, 2016). OCLC 1023185217
- Time Is a Mother (Penguin Press, 2022). OCLC 1313513180

### チャップブック
- Burnings (Sibling Rivalry Press, 2010). OCLC 1001862161
- No (YesYes Books, 2013). OCLC 878505119